# 岐阜柳ヶ瀬駅
岐阜柳ヶ瀬駅（ぎふやながせえき）は、岐阜県岐阜市神田町にあった、名古屋鉄道岐阜市内線（長良線）の停留場である。
岐阜市の繁華街である柳ヶ瀬の最寄駅で、かつては美濃町線の起点が置かれていた。

## 歴史
1911年、美濃電気軌道が岐阜市内線と美濃町線の前身となる路線を同時に開業させた際、当停留場はその2路線が接続する駅として開業した。駅名ははじめ神田町駅（かんだまちえき）と称したが、大正中期に美濃電柳ヶ瀬駅（みのでんやながせえき）に改称された後、1931年に岐阜柳ヶ瀬駅に変更されている。
美濃町線ははじめ当停留場を起点とし、ここから梅林駅まで、美殿町通りに沿って路線が敷かれていた。しかし、駅周辺は道幅が狭く接続駅として難があったことから、1950年に南の徹明通りが拡幅されたのに合わせて路線を移設、美濃町線の起点は当停留場から徹明町駅に移された。以後、駅には岐阜市内線のみが乗り入れていたが、自動車の普及もあり路線は窮地に立たされる。結局業績の不振が止まず、当停留場を含む徹明町駅 - 長良北町駅はぎふ中部未来博の開催を控えた1988年、市内の交通の妨げになることから廃止され、当停留場も廃止された。
- 1911年（明治44年）2月11日 - 美濃電気軌道の駅前 - 今小町間、および当停留場 - 上有知（のちの美濃）間の開通と同時に神田町駅として開業[7]。
- 大正中期 - 美濃電柳ヶ瀬駅に改称[7]。
- 1931年（昭和6年）1月1日 - 岐阜柳ヶ瀬駅に改称[7]。
- 1950年（昭和25年）4月1日 - 美濃町線の起点を徹明町駅に変更。当停留場 - 梅林駅間廃止[7]。
- 1988年（昭和63年）6月1日 - 岐阜市内線の徹明町駅 - 長良北町駅間廃線により廃止[7]。

## 停留場構造
- 併用軌道上に相対式2面2線の乗り場が設けられていた。

### 配線図
|                | ↑ 美濃町線 日野橋方面 （1950年廃止） |              |
| ← 伊奈波通方面 | 岐阜柳ヶ瀬駅 構内配線略図            | → 徹明町方面 |
| 凡例 出典:     |                                      |              |

## 駅名について
『名古屋鉄道社史』『名古屋鉄道百年史』など名鉄作成の資料においては1931年以降一貫して岐阜柳ヶ瀬としているが、鉄道省作成の『地方鉄道及軌道一覧 昭和10年4月1日現在』においては柳ヶ瀬と表記されるなど、戦前においては表記の揺れがみられる。路線図などでも両者が混在している。
電車の車内放送（ワンマンカーの車内放送テープ）は晩年まで柳ヶ瀬と呼称していた。

## 停留場周辺
- 柳ヶ瀬商店街
  - 岐阜近鉄百貨店 - 近鉄百貨店（本店：阿倍野店）ではなく、丸物→京都近鉄百貨店の支店だった。跡地は中日新聞社岐阜支社。
    - イマージュ（2002年閉鎖、1992年までは「近鉄アミコ」）

## 隣の停留場
名古屋鉄道
岐阜市内線
徹明町駅 - 岐阜柳ヶ瀬駅 - 市役所前駅
美濃町線（旧線）
岐阜柳ヶ瀬駅 - 梅林駅
- かつては岐阜市内線の市役所前駅との間に柳ヶ瀬駅（やながせえき）、美濃町線の梅林駅との間に美園町駅（みそのちょうえき）、殿町駅（とのまちえき）が存在した。いずれも設置されていた時期は不詳であるが、戦前には廃止されていたという。